# Paterson (pel·lícula)
Paterson és una pel·lícula de Jim Jarmusch, estrenada l'any 2016, amb Adam Driver i Golshifteh Farahani en els papers principals. Va ser presentada en selecció oficial al Festival de Canes 2016. Ha estat estrenada també amb subtítols en català.
Un xofer de bus escriu poemes curts inspirats en el seu dia a dia. Fa sorgir la poesia de la rutina, dels rituals, dels paisatges de la seva ciutat, dels objectes familiars, dels humans que l'envolten i que observa amb benevolència. El film ret homenatge sobretot a les obres de William Carlos Williams i del poeta de l'Escola de Nova York Ron Padgett.

## Argument

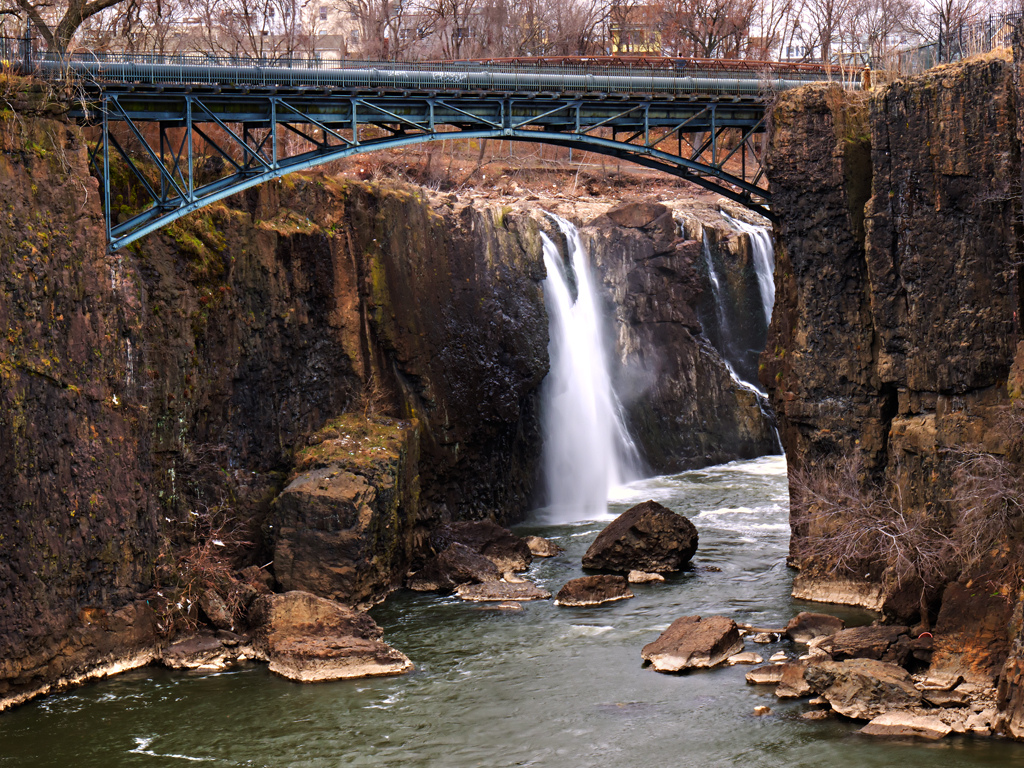
El pont Chasm i les cascades del riu Passaic, a Paterson.

El film mostra set jornades de la vida de Paterson, xofer de bus que viu a Paterson, ciutat obrera de Nova Jersey. Duu una vida regulada, plàcida, harmoniosa. Es lleva sense despertador, entre les 6 h 11 min. i les 6 h 15 min. Condueix el seu bus, observant l'animació dels carrers, captant divertit les converses dels seus passatgers. Dina en un banc, davant del pont Chasm i les cascades del riu Passaic. Aprofita aquesta pausa per escriure en la seva llibreta secreta. Perquè redacta poemes inspirats en la seva vida i les seves trobades. Descobreix la poesia en la rutina, en els rituals i el paisatge, en la banalitat dels menors incidents, en les paraules dels humans que tracta. Els seus versos lliures canten « les petites qualsevol coses del dia a dia, les coses ordinàries com aquestes caixes de llumins passades de moda que s'arrosseguen sobre el bar de la seva cuina.

## Repartiment
- Adam Driver: Paterson, conductor de bus
- Golshifteh Farahani: Laura, companya de Paterson
- Nellie: Marvin, Buldog anglès de la parella,
- Rizwan Manji: Donny, cap del dipòsit dels bus
- Dominic Liriano i Jaden Michael: els fills del boxejador Rubin « Hurricane » Carter
- Barry Shabaka Henley: Doc, l'amo del bar
- Trevor Parham: Sam, company de bar de Paterson
- Troy T. Parham: Dave, germà bessó de Sam
- Brian McCarthy: Jimmy, un passatger del bus, seductor
- Frank Harts: Luis, company de Jimmy
- Luis Da Silva Jr.: Blood, un dels joves del cotxe descapotable
- William Jackson Harper: Everett, enamorat rebutjat
- Chasten Harmon: Marie, la jove assetjada per Everett
- Cliff Smith, anomenada Method Man: Method Man
- Kara Hayward: l'estudiant anarquista
- Jared Gilman: l'estudiant anarquista
- Sterling Jerins: la jove poeta
- Johnnie Mae: la dona de Doc
- Masatoshi Nagase: el poeta japonès

## Producció

### Gènesi
Jarmusch estima els poemes curts de William Carlos Williams, predecessor dels poetes de l'Escola de Nova York. Per contra, el llarg poema en cinc llibres d'aquest autor, Paterson, no és un dels preferits del cineasta. Jarmusch el troba 
« abstracte i complicat », no ho comprèn tot. Però aquest poema li dona la idea d'un home que porta el nom de la seva ciutat. Williams hi parla en efecte de la ciutat com d'un home:
| « | « Paterson, diu Williams en la nota preliminar del seu llibre, és un llarg poema en quatre parts, mostrant que un home és, en ell mateix, una ciutat, començant, realitzant i acabant la seva vida sota formes que els divers aspectes d'una ciutat poden encarnar — s'han concebut amb imaginació —, una ciutat qualsevol, tots els detalls de la qual poden haver portat a donar veus i forma a les conviccions més intimes d'un home… | » |

El director visita Paterson als anys 1990. Porta el projecte del film durant una vintena d'anys, prenent notes. Treballant sobre el documental Gimme Danger comença a escriure el guió de Paterson. És un guió « desproveït d'intriga, de suspens »_ 
| « | Paterson, diu Jim Jarmusch, conta una història tranquil·la, sense conflicte dramàtic del què parlar pròpiament […] El film vol ser un antídot a la perversitat dels films dramàtics i del cinema d'acció. És un film que l'espectador hauria de deixar flotar sota els seus ulls, com les imatges que veu per la finestra d'un bus que llisca, com una góndola, a través dels carrers d'una petita ciutat oblidada. | » |

A finals de l'any 2014, Adam Driver i Golshifteh Farahani són contactats pels dos papers principals. La preproducció comença durant l'estiu de 2015.

### Rodatge
El rodatge té lloc a finals de l'any 2015. Dura 30 dies. Algunes preses tenen lloc en la mesura del possible a Paterson (els trajectes en bus, les cascades), però, per raons d'impostos, la part més gran del rodatge ha de fer-se a l'Estat de Nova York: a Queens (el bar de Doc), a Yonkers (la casa de la parella, l'avaria del bus) i a Garneville (la fàbrica abandonada)

## La ciutat de Paterson
A una trentena de quilòmetres de Nova York, Paterson, 150.000 habitants, és una ciutat festejada pels poetes William Carlos Williams (1883-1963) i Allen Ginsberg (1926-1997).
Ciutat obrera avui decadent, és descrita en l'entrevista per Jarmusch com un lloc de mala fama, on hi ha « molta criminalitat, moltes bandes » Però el director no busca donar al seu film un retrat realista ni social. Veu en aquesta ciutat un « lloc prou estrany i inesperat per tenir tota aquesta relació amb la poesia ». En efecte, en mostra la diversitat ètnica, els carrers, l'atmosfera visual, però ho idealitza. El poeta de l'Escola de Nova York Ron Padgett recorda: « Jim no fa films realistes. Aquest són com faules o somnis.

## Poemes del film

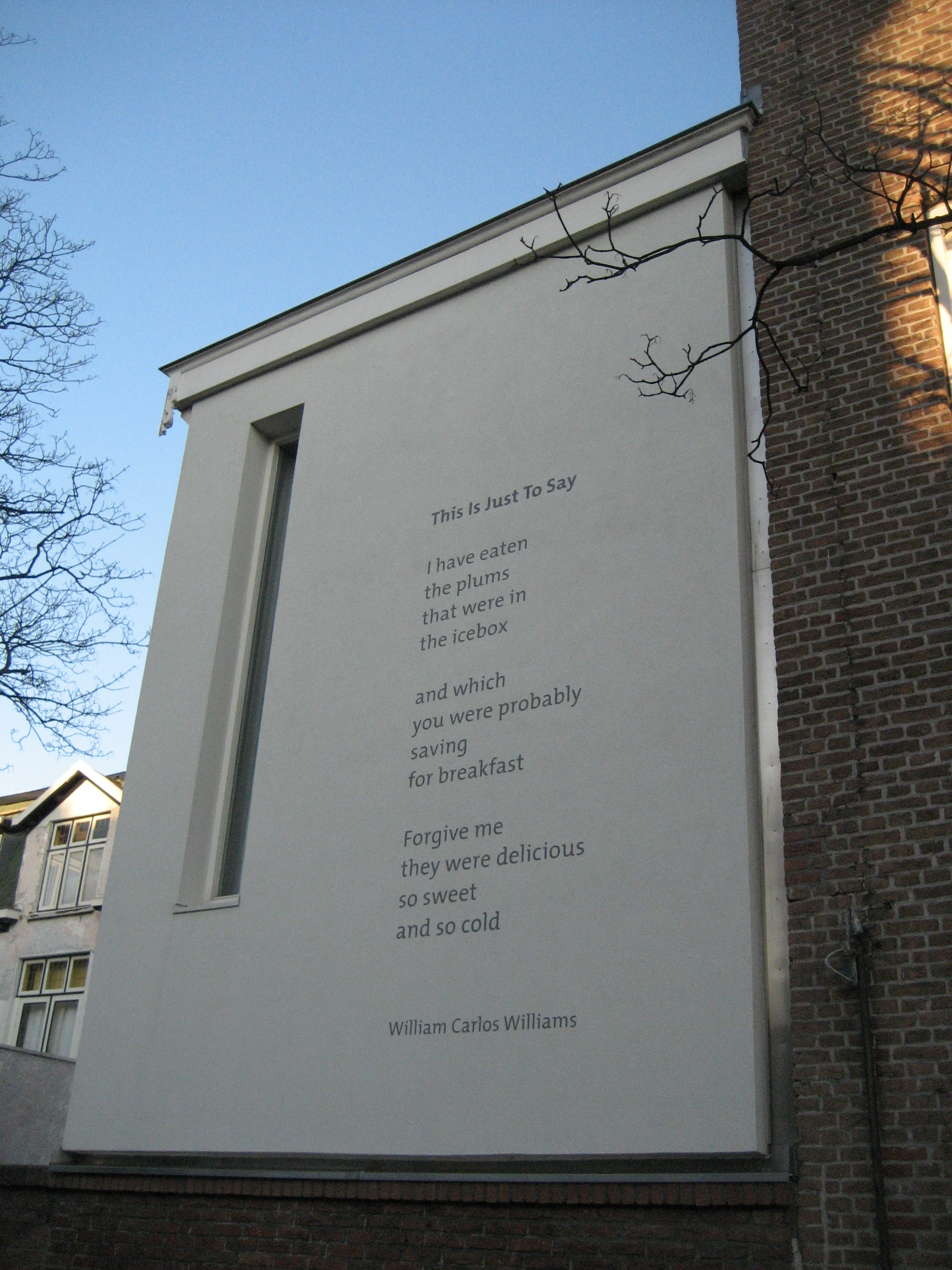
This Is Just To Say de William Carlos Williams, en un mur, a la Haia.

Jarmusch parla de poemes curts de William Carlos Williams com petites percepcions de detalls ordinaris dels quals destaca alguna cosa bonica, una reacció humana a alguna cosa modesta, com un carretó, un camió de bomber, o prunes sobre una taula ». El film Paterson, diu Jarmusch, « ret homenatge a la poesia dels detalls, de les variacions i intercanvis diaris.
Quatre personatges es consagren a la poesia. Almenys deu poemes són citats. Paterson llegeix a Laura el cèlebre poema de Williams, This Is Just To Say (1934). Set poemes són deguts a Ron Padgett, tres dels quals escrits especialment pel film (Love Poem, Another One i Poem). El poema atribuït a la noieta, Water Falls, va ser escrit pel mateix Jarmusch.

## Rebuda

### Rebuda de la crítica
L'acollida de la critica és globalment molt positiu: el lloc Allociné dona una mitjana de les critiques de la premsa de 4,1 sobre 5 i de les critiques espectadors de 3,6 sobre 5. El lloc Rotten Tomatoes atorga una nota mitja de 8,6 sobre 10, amb 93 % de bones critiques sobre un total de 91.
- Gérard Delorme, Première: « Interrogant-se sobre els misteris de la inspiració i de l'escriptura, Jim Jarmusch lliura una obra de maduresa que bé podria bé constituir el seu art poetic.[13]
- Jean Serroy, Le Dauphiné libéré: « Jim Jarmusch, en un film haïku, torna al minimalisme tendre i divertit dels seus començaments, fent bufar sobre la calma plana de la banalitat la lleugeresa de la poesia».[13]
- Aurélien Allin, a cinemateaser: « Una exaltació de l'ordinari desplaçada, suau i estremidora.[14]
- Catherine Balla, a leparisien.fr: « Posant en escena aquests personatges que s'estimen com en un conte de fades, ens incita a creure que tota vida pot ser un poema.[15]